# SOULTAKER
「SOULTAKER」（ソウルテイカー）は、JAM Projectの4作目のシングル。2001年4月21日にビクターエンタテインメントから発売された。

## 概要
前作「STORM」から約4ヶ月ぶりのリリースであり、ランティス以外から発売された初の作品となった。
表題曲は、テレビアニメ『The Soul Taker 〜魂狩〜』のオープニングテーマである。
平成アニソン大賞 特別賞（2000年-2009年）受賞。

## 収録曲
全曲 作曲：影山ヒロノブ、編曲：須藤賢一
1. SOULTAKER [4:27]
作詞：影山ヒロノブ
  - WOWOWアニメ『The Soul Taker 〜魂狩〜』オープニングテーマ
2. KI・ZU・NA [6:23]
作詞：松本梨香・影山ヒロノブ
3. SOULTAKER（オリジナル・カラオケ）
4. KI・ZU・NA（オリジナル・カラオケ）